# آنژیکو
آنژیکو (به پرتغالی: Angico) یک منطقهٔ مسکونی در برزیل است که در توکانتینس واقع شده‌است. آنژیکو ۴۵۲ کیلومتر مربع مساحت و ۳٬۴۵۴ نفر جمعیت دارد.